# Côtes du Roussillon

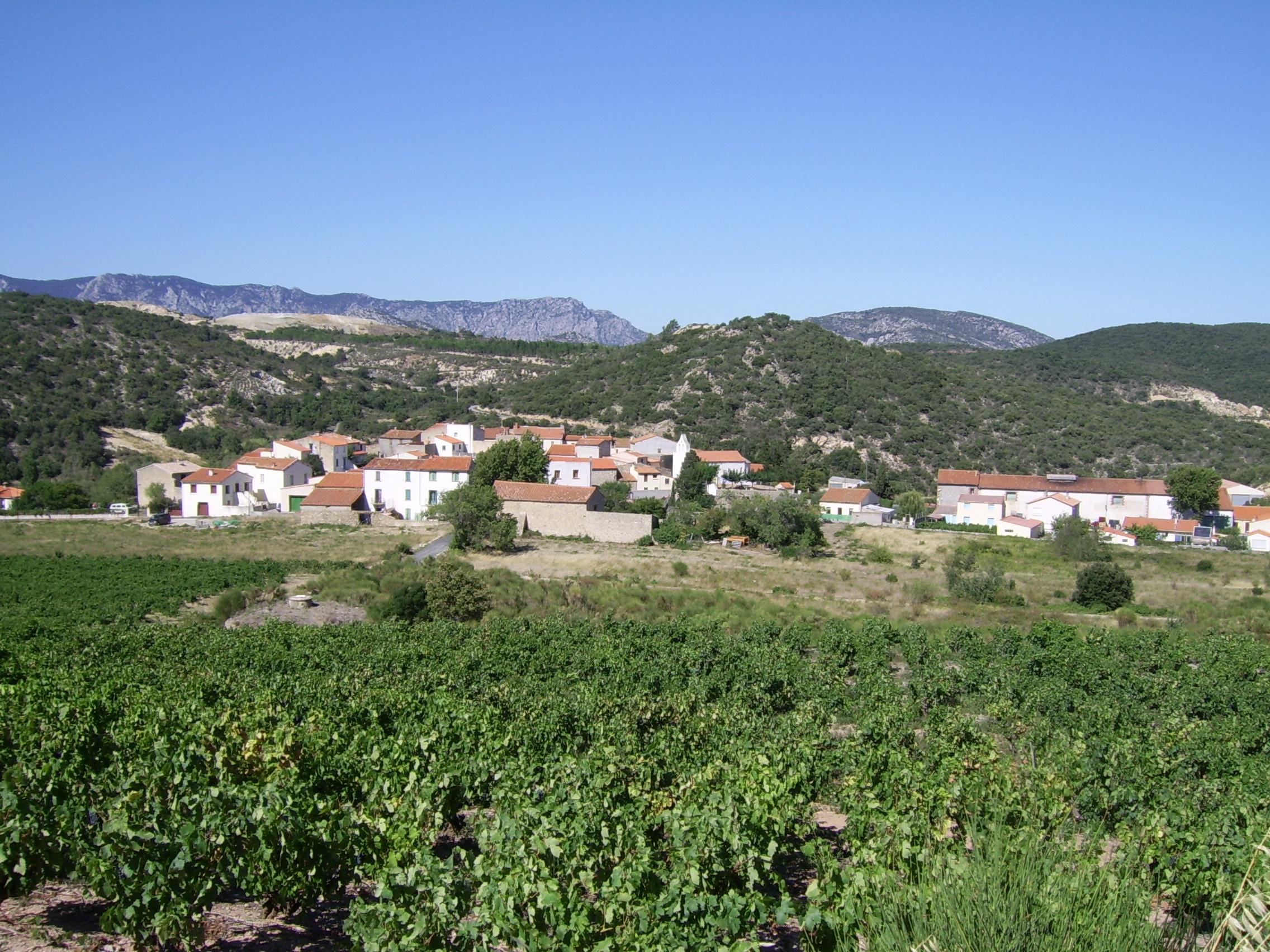
Rebflächen bei Lansac

Das Weinbaugebiet Côtes du Roussillon erstreckt sich über große Teile des Départements Pyrénées-Orientales im Umkreis der Stadt Perpignan und ist damit die mit Abstand größte Appellation in der Weinbau-Region Roussillon. Die Weinberge umfassen 5.537 Hektar Rebfläche in 125 Gemeinden. Das Gebiet verfügt seit dem 28. März 1977 über den Status einer Appellation d’Origine Contrôlée (kurz AOC). Im Süden grenzt das Gebiet an die Appellation Collioure. Im Norden schließt die höher klassifizierte Appellation Côtes du Roussillon-Villages mit 25 Gemeinden an. Vier Gemeinden dürfen dort ihren Namen in der Form Côtes du Roussillon Villages Caramany, Côtes du Roussillon Villages Latour de France, Côtes du Roussillon Villages Lesquerde, Côtes du Roussillon Villages Tautavel auf dem Etikett vermerken und genießen somit einen Sonderstatus.
Generell ist eine Erntebeschränkung auf 50 Hektoliter/Hektar vorgeschrieben.

## Weine

### Rotwein
Rotweine müssen aus zumindest drei Rebsorten, darunter zwei Hauptsorten verschnitten werden. Als Hauptsorten gelten Carignan (seit 1993 beträgt sein Anteil maximal 60 %), Grenache, Lledoner Pelut und Cinsault. Als Nebensorten gelten Syrah, Mourvèdre und die weiße Rebsorte Macabeo (max. 10 %). Der gemeinsame Anteil der Sorten Syrah und Mourvèdre beträgt mindestens 20 %.
Das erzeugte Spektrum der Weine ist sehr breit und reicht von frisch ausgebauten fruchtigen Weinen, die jung getrunken werden müssen, bis zu hochwertigen Spitzenweinen, die im Barrique ausgebaut werden. Der Mindestalkoholgehalt liegt bei 11,5 Vol.-%.

### Roséwein
Roséweine müssen aus zumindest drei Rebsorten, darunter zwei Hauptsorten verschnitten werden. Als Hauptsorten gelten Carignan (seit 1993 beträgt sein Anteil maximal 60 %), Grenache, Llledoner Pelut und Cinsault. Als Nebensorten gelten Syrah, Mourvèdre und die weiße Rebsorte Macabeo (max. 30 %). Der gemeinsame Anteil der Sorten Syrah und Mourvèdre beträgt mindestens 20 %.
Die Roséweine werden im Saignée-Verfahren hergestellt. Der Mindestalkoholgehalt liegt bei 11,5 Vol.-%.

### Weißwein
Der Weißwein wird aus den Rebsorten Grenache Blanc, Viura (hier Macabeo genannt), Torbato (hier Malvoisie de Roussillon oder Tourbat Blanc genannt), Marsanne blanche, Roussanne und Vermentino (hier Rolle genannt) verschnitten. Der gemeinsame Anteil von Grenache Blanc, Marsanne, Roussanne und Vermentino darf 50 % Anteil nicht überschreiten.
Die Weißweine sind in der Regel von der Frucht des Macabeo, der Struktur des Grenache Blanc und gelegentlich von der Finesse und Säure des Tourbat Blanc geprägt. Der Mindestalkoholgehalt liegt bei 10,5 Vol.-%.

## Zugelassene Gemeinden
Amélie-les-Bains-Palalda, Ansignan, Arboussols, Argelès-sur-Mer, Bages, Baho, Baixas, Banyuls-dels-Aspres, Bélesta, Bouleternère, Brouilla, Cabestany, Caixas, Calce, Camélas, Canet, Canohès, Caramany, Cases-de-Pène, Cassagnes, Castelnou, Caudiès-de-Fenouillèdes, Céret, Claira, Corbère, Corbère-les-Cabanes, Corneilla-la-Rivière, Corneilla-del-Vercol, Elne, Espira-de-l’Agly, Espira-de-Conflent, Estagel, Estoher, Felluns, Finestret, Fosse, Fourques, Ille-sur-Têt, Joch, Lansac, Laroque-des-Albères, Latour-Bas-Elne, Latour-de-France, Les Cluses, Lesquerde, Le Boulou, Le Soler, Le Vivier, Llauro, Llupia, Marquixanes, Maureillas-las-Illas, Maury, Millas, Montalba-le-Château, Montauriol, Montescot, Montesquieu-des-Albères, Montner, Néfiach, Oms, Opoul-Périllos, Ortaffa, Palau-del-Vidre, Passa, Perpignan, Peyrestortes, Pézilla-la-Rivière, Pézilla-de-Conflent, Pia, Planèzes, Pollestres, Ponteilla, Prats-de-Sournia, Prugnanes, Rasiguères, Reynès, Rigarda, Riunoguès, Rivesaltes, Rodès, Saint-André, Saint-Arnac, Sainte-Colombe-de-la-Commanderie, Saint-Cyprien, Saint-Estève, Saint-Féliu-d’Amont, Saint-Féliu-d’Avall, Saint-Génis-des-Fontaines, Saint-Hippolyte, Saint-Jean-Lasseille, Saint-Jean-Pla-de-Corts, Saint-Martin-de-Fenouillet, Saint-Michel-de-Llotes, Saint-Nazaire, Saint-Paul-de-Fenouillet, Saleilles, Salses, Sorède, Sournia, Taillet, Tarerach, Tautavel, Terrats, Thuir, Tordères, Toulouges, Tresserre, Trévillach, Trilla, Trouillas, Villelongue-dels-Monts, Villemolaque, Villeneuve-de-la-Raho, Villeneuve-la-Rivière, Vinça, Vingrau, Vivès.